# 協合新能源
協合新能源集團有限公司（英語：Concord New Energy Group Limited），簡稱協合新能源集團，以及協合新能源，是一家在香港上市的百慕大離岸公司。公司在2007年借殼香港葯業集團上市，當時改名為中國風電集團有限公司（英語：China WindPower Group Limited），2015年再改為現名。
現時主要經營电厂投资、风电设计咨询与开发服务、电力工程建设服务、风电厂运行维护服务、风机塔筒制造等行業。

## 歷史
2005年9月尾，高振順家族及有關人士，收購香港药業集團的控股權，並出售上市公司原有中國大陸藥業業務。公司起初保留香港南北行集團的業務，例如南北行參茸葯材、南北行中醫葯和保玉龍等等。
2007年，高振順引入其他股東借殼上市，將上市公司轉型為風電建設與營運，並改名「中國風電集團有限公司」。2009年3月，上市公司將旗下的南北行集團售予高振順。同年，高振順由董事會主席改任副主席。
2009年，另一家香港上市的發電公司中電控股，向中國風電集團收購旗下一家子公司50%股權，作價1億130萬港元。該公司同時改名。該合營公司擁有遼寧省阜新市兩個風電項目的49%權益。根據公司年報，該合營公司擁有阜新市的屈家溝風場及馬鬃山風場的49%權益:33。
2011年，上市公司出售旗下阜新泰合的49%股權予國有企業遼寧能源。2012年，中國風電集團向遼寧能源進一步出售阜新泰合的另外21%股權，以及朝陽協合的25%股權。
2015年1月，公司因為轉營太陽能光伏發電，故此改名「協合新能源集團有限公司」。
2015年5月，高振顺出售持有的約兩成上市公司股權。同年高振顺與其女高穎欣，同時辞任上市公司董事一職。

## 連結
- 官方网站